# Faro de Cabo Fagnet
El Faro de Cabo Fagnet o de Fécamp (en francés: Phare de Cap Fagnet o Phare de Fécamp) es un antiguo faro situado en el Cabo Fagnet junto a la localidad de Fécamp en el departamento de Sena Marítimo, en la región de Alta Normandía. Fue instalado en 1836 y consistía en una torre de mampostería de 15 metros de altura rematada por una linterna cuyo plano focal estaba a 130 metros sobre el nivel del mar. Era frecuentemente oscurecido por la niebla, por lo que en 1901 fue desactivado. En 1904 fue utilizado como torre de señales y, tras el estallido de la Segunda Guerra Mundial, fue usado como torre de observación para lo que le fue añadido un gran mirador. Tras este añadido, la torre alcanza los 21 metros de altura.